# Đông Vệ
Đông Vệ là một phường thuộc thành phố Thanh Hóa, tỉnh Thanh Hóa, Việt Nam.

## Địa lý
Phường Đông Vệ nằm ở phía nam thành phố Thanh Hóa, có vị trí địa lý:
- Phía đông giáp phường Đông Sơn và phường Quảng Thành
- Phía tây giáp phường An Hưng và phường Quảng Thắng.
- Phía nam giáp phường Quảng Thịnh
- Phía bắc giáp các phường Lam Sơn, Ngọc Trạo và Tân Sơn.

Phường Đông Vệ có diện tích 4,78 km², dân số năm 2019 là 29.601 người, mật độ dân số đạt 6.193 người/km².
Phường Đông Vệ dựa lưng vào núi Mật Sơn và có sông nhà Lê (sông Đông Giang) chảy qua.

## Lịch sử
Xã Đông Vệ trước năm 1971 thuộc huyện Đông Sơn, gồm 4 làng Tạnh Xá, Quảng Xá, Bố Vệ và Mật Sơn.
Năm 1971, xã Đông Vệ được sáp nhập vào thị xã Thanh Hóa.
Năm 1994, thành lập phường Đông Vệ trên cơ sở toàn bộ diện tích tự nhiên và dân số của xã Đông Vệ.
Năm 1995, sáp nhập 30,97 ha diện tích tự nhiên của xã Quảng Thịnh thuộc huyện Quảng Xương vào phường Đông Vệ.
Năm 2006, sáp nhập 1 phần Lam Sơn vào Phường Đông Vệ; Cùng đó Thành lập phường Đông Sơn trên cơ sở 1.931,1 ha diện tích tự nhiên và 8.650 nhân khẩu của phường Lam Sơn.
Đông Vệ nằm bên tuyến kênh Nhà Lê, là tuyến đường thủy đầu tiên trong lịch sử Việt Nam từ kinh đô Hoa Lư đến Đèo Ngang và được xem là tuyến đường Hồ Chí Minh trên sông vì những đóng góp cho các cuộc chiến tranh của người Việt.

## Hạ tầng
Phường Đông Vệ có đường Quốc lộ 1 chạy qua. Đây là nơi tập trung các bệnh viện lớn của tỉnh (Bệnh viện đa khoa, Bệnh viện phụ sản...). Phường có chợ Nam Thành, trung tâm buôn bán nhỏ lẻ phía Nam thành phố.

## Danh nhân
- Nhà thơ Nguyễn Duy